# Cantón de Réquista
El cantón de Réquista era una división administrativa francesa, que estaba situada en el departamento de Aveyron y la región de Mediodía-Pirineos.

## Composición
El cantón estaba formado por siete comunas:
- Connac
- Durenque
- La Selve
- Lédergues
- Réquista
- Rullac-Saint-Cirq
- Saint-Jean-Delnous

## Supresión del cantón de Réquista
En aplicación del Decreto nº 2014-205 de 21 de febrero de 2014, el cantón de Réquista fue suprimido el 22 de marzo de 2015 y sus 7 comunas pasaron a formar parte del nuevo cantón de Montes de Réquista.